# Dragomiris major
Dragomiris major là một loài bọ cánh cứng trong họ Cerambycidae.